# Liam Tancock
Liam Tancock (Exeter, Reino Unido, 7 de mayo de 1985) es un nadador británico especializado en pruebas de estilo espalda corta distancia, donde consiguió ser campeón mundial en 2011 en los 50 metros.

## Carrera deportiva
En el Campeonato Mundial de Natación de 2011 celebrado en Shanghái ganó la medalla de oro en los 50 metros estilo espalda, con un tiempo de 24.50 segundos, por delante del francés Camille Lacourt  (plata con 24.57 segundos) y el sudafricano Gerhard Zandberg  (bronce con 24.66 segundos).